# Блаунт, Чарльз, 5-й барон Маунтжой
Чарльз Блаунт, 5-й барон Маунтжой (англ. Charles Blount, 5th Baron Mountjoy; 28 июня 1516 — 10 октября 1544) — английский дворянин, придворный и покровитель образования.

## Биография
Чарльз Блаунт родился 28 июня 1516 года в Турне, где его отец, Уильям Блаунт, 4-й барон Маунтжой (ок. 1478—1534), был губернатором. Матерью Чарльза Блаунта была вторая жена Уильяма, Элис Кебл (? — 1521), дочь Генри Кебла (? — 1517), лорда-мэра Лондона.
В 1522 году Ян ван дер Кройс, выпускник Лёвенского университета и друг Эразма, отправился в Англию, чтобы стать частным учителем детей барона Маунтжоя. Он оставался в этом доме до 1527 года, когда вернулся в Лёвен и был назначен профессором греческого языка. Возможно, по рекомендации Эразма, ван дер Кройса сменил Петрус Вулканиус из Брюгге, также выпускник Лёвена, который оставался в Англии до 1531 года. В 1531 году Эразм похвалил Чарльза Блаунта за его прекрасный письменный стиль, но после ухода Петруса Вулканиуса понял, что заслуга должна была принадлежать наставнику, а не ученику.
Джон Пэлсгрейв, который сочинил L’esclarcissement de la langue francoyse (напечатан в 1530 году и посвящен Генриху VIII) и был наставником Генри Фицроя, также обучал сыновей нескольких придворных дворян, в том числе Чарльза Блаунта. Одним из его одноклассников в этой группе был лорд Томас Говард, сын второго герцога Норфолка, чьим собственным учителем в Ламбете был Джон Лиланд. Лиланд, в свою очередь, похвалил мастерство Чарльза Блаунта в латыни и подарил ему книгу вместе с похвальными стихами.
В 1523 году испанский богослов Хуан Луис Вивес написал короткий образовательный трактат, посвященный Чарльзу Блаунту, De ratione studii puerilis ad Carolum Montioium Guilielmi filium. Это послужило параллелью трактату о женском образовании, который Вивес сочинил в том же году в пользу принцессы Марии Тюдор. Эразм добавил имя Чарльза к имени своего отца в посвящении изданию «Адагии» 1528 года, и Чарльз также был посвященным двух следующих изданий (1533, 1536). Эразм также посвятил ему свое издание Ливию 1531 года.
Около августа 1530 года Чарльз Блаунт женился на своей сводной сестре Энн, дочери Роберта Уиллоуби, 2-го барона Уиллоуби де Брейка (1472—1521). Её матерью была Дороти Грей (1480—1552), дочь Томаса Грея, маркиза Дорсета, который стал четвертой женой отца Чарльза. У супругов было четверо сыновей:
- Джеймс Блаунт, 6-й барон Маунтжой (1533—1581), женат на Кэтрин Ли
- Джон Блаунт (бездетен)
- Фрэнсис Блаунт (? — после 1593), бездетен
- Уильям Блаунт (? — 1574), бездетен.

Унаследовав титул после смерти своего отца в 1534 году, Маунтжой регулярно присутствовал в Палате лордов. В мае 1537 года он был одним из пэров, вызванных на суд лордов Дарси и Хасси, а также был в составе коллегии 3 декабря 1538 года на процессе Генри Поула, 1-го барона Монтегю, и Генри Кортни, маркиза Эксетера, женатого на Гертруде Блаунт, сестре 5-го барона Маунтжоя. Его загородный дом находился в Апторпе, графство Нортгемптоншир, а в Лондоне он жил на Силвер-стрит.
После роспуска аббатства Сайон в 1539 году барон Маунтжой предоставил убежище в своем лондонском доме набожному, образованному и откровенно консервативному священнику Ричарду Уитфорду, которому покровительствовал его отец. Уитфорд оставался в доме до своей смерти в 1542 году и, возможно, выступал в качестве наставника детей Маунтжоя. Как и его отец, Маунтжой был глубоко заинтересован в гуманистической образовательной программе и пытался привлечь ученого и педагога Роджера Ашэма, который тогда преподавал в Кембридже, как наставник своего старшего сына и секретарь самого себя. Хотя Ашэм не занял эту должность — и он также отказался от аналогичного предложения Маргарет Ропер, — он восхищался Маунтжоем и в лестных выражениях ссылался на его ученость, сравнивая его семью за покровительство учебе с семьей Медичи.
Барон Маунтжой был пожалован прецепторией Йивли в Дербишире королем Генрихом VIII после секуляризации монастырей.
Барон Маунтжой составил свое завещание 30 апреля 1544 года, как раз перед тем, как отправиться во Францию с экспедиционными силами. В нем он увещевал своих детей «быть достойными такой чести, чтобы впоследствии быть призванными краситься для тамошнего мэтра и графства». Он также сочинил свою собственную эпитафию в английских стихах. После того, как он присутствовал вместе с Генрихом VIII при осаде Булони, он умер 10 октября 1544 года в Хуке, графство Дорсет (бывший дом его матери), вероятно, из-за болезни, подхваченной во время кампании. В своем завещании он оценил свои активы в деньгах, товарах и долгах, причитающихся ему, почти в 2100 фунтов стерлингов. Среди других завещаний он оставил 40 марок, чтобы читать лекции для детей в Уэстбери, графство Уилтшир, в течение следующих двух лет. Он был похоронен в Сент-Мэри-Олдермари в Лондоне. Его вдова снова вышла замуж и прожила до 1582 года.